# Еспенхајн
Еспенхајн (њем. Espenhain) општина је у њемачкој савезној држави Саксонија. Једно је од 41 општинског средишта округа Лајпциг. Према процјени из 2010. у општини је живјело 2.594 становника. Посједује регионалну шифру (AGS) 14729110.

## Географски и демографски подаци
Еспенхајн се налази у савезној држави Саксонија у округу Лајпциг. Општина се налази на надморској висини од 164 метра. Површина општине износи 28,2 km². У самом мјесту је, према процјени из 2010. године, живјело 2.594 становника. Просјечна густина становништва износи 92 становника/km².